# 斉 (劉予)
斉（せい）は、靖康の変後に金朝が中原を治めるために設けた漢人の傀儡政権。劉予を皇帝とする。張邦昌を帝とする楚が崩壊した後に建国された。

## 概略
女真（ジュシェン）人によって建てられた金王朝は、建炎3年（1129年）3月、劉予を東平府（山東省）へ移し、京東西淮南等路安撫使に任じて大名府・開州・徳州・濮州・浜州・博州・棣州・滄州などを治めさせた。宋の建炎4年（1130年）7月、宗族（太祖阿骨打（アクダ）の従兄撒改（サガイ）の長子）の粘没喝（ネメガ、完顔宗翰）の画策により、劉予を皇帝として傀儡国家を建てることとし、国号を「斉」、都を大名府とした。劉予は9月9日に皇帝として即位したが、年号は、金朝の正朔を奉じ、「天会8年」とした。金としては、黄河以北の河北・山西を占領支配地とし、河南・山東以南を衛星国として漢人によって漢人を支配させ、次第に南方を蚕食していく心づもりであった。
劉予は、百官を定めた後に東平府に移り、生母の翟氏を皇太后、側室の銭氏を皇后となした。11月には阜昌元年と改元し、子の劉麟を尚書左丞諸路兵馬大総管とした。阜昌3年（1132年）にはさらに陝西も封土に加えられ、都を河南の汴京（開封）に移した。尚書省や六部を設け、徴兵を行い、十分の一税を施行、法律を定め銭の鋳造や交鈔の発行、各地に横行する匪賊の類いを丸ごと抱えこむ、科挙以外の官吏登用ルートを創設するなど意欲的な政策を行ったため、南宋から斉に赴き、仕えたという例も出た。
金の元帥府使蕭慶が汴京に赴き、劉予と南宋攻略の相談をした際には、劉予は宋軍の内情を詳らかに報告したり、宋軍の将軍の内応を図るなどの工作を行うが、劉予・劉麟父子は実戦面では全く活躍できず、かえって人心を失った。斉国の軍は、常に岳飛らの義勇軍に打ち負かされて退却し、次第に宋金戦争は膠着状態に陥ったため、金は劉予の存在価値を低くみるようになっていった。そこへ阜昌8年（1137年）に劉予の後ろ盾であった粘没喝が失脚したことで、斉不要論が台頭した。劉予の斉は、金にとってかえって重荷になってきたのである。同年、斉はわずか8年で廃止された。こののち、華北は金朝により直接支配されることとなった。